# Pasaporte - Lo mejor de
Pasaporte - Lo mejor de è un album discografico di Jovanotti del 2001.

## Tracce
1. El Ombligo Del Mundo (Adaptaciòn Liricas De Pau Donès - Jarabe De Palo) - 4:27
2. Serenata rap (Del Album "Lorenzo 1994") - 5:08
3. Piove (Del Album "Lorenzo 1994") - 3:16
4. Penso positivo (Del Album "Lorenzo 1994") - 5:05
5. Questa è la mia casa (Del Album "Lorenzo 1997 - L'albero") - 5:22
6. Bella-Y Gira El Mundo (Del Album "Lorenzo 1997 - L'Albero") - 4:34
7. Io Ti Cercherò (Del Album "Lorenzo 1994") - 4:35
8. Luna Di Città D'Agosto (Del Album "Lorenzo 1997 - L'Albero") - 3:14
9. Un Rayo De Sol En La Mano (Adaptaciòn Liricas De Pau Donès - Jarabe De Palo) - 4:51
10. Per La Vita Che Verrà (Del Album "Lorenzo 1997 - L'Albero") - 3:40
11. Tutto Può Succedere (Del Album "Lorenzo 1999 - Capo Horn") - 4:29
12. Ragazzo fortunato (Del Album "Lorenzo 1992") - 4:48
13. Non M'Annoio (Del Album "Lorenzo 1992") - 3:43
14. Ciao mamma (Del Album "Giovani Jovanotti" 1990) - 4:36
15. Per Te (Del Album "Lorenzo 1999-Capo Horn") - 4:39
16. Dolce Fare Niente (Del Album "Lorenzo 1999-Capo Horn") - 3:58
17. File Not Found (Del Album "Autobiografia di una Festa - Lorenzo Live" 2000)

## Musicisti
- Jovanotti - voce, chitarra acustica
- Giovanni Allevi - tastiera
- Amedeo Bianchi - sax
- Stefano Bollani - organo Hammond
- Alberto Borsari - armonica
- Bruno Brisick - violoncello
- Michele Centonze - chitarra, basso, slide guitar, tamburello, tastiera, orchestrazione, pianoforte, cori
- Giorgio Cocilovo - chitarra
- Daniele Comoglio - sax
- Paolo Costa - basso
- Giorgio Prezioso - giradischi
- Dj Scratch - giradischi
- Ernesttico Rodriguez - percussioni
- Gianni Faré - fisarmonica
- Pier Foschi - batteria, shaker, tamburello
- Pape Guarioli - pianoforte
- Lele Melotti - batteria
- Maurizio Preti - percussioni
- Billy Preston - organo Hammond, pianoforte
- Saturnino Celani - basso, contrabbasso, chitarra, mandolino, pianoforte, tamburello, violino
- Demo Morselli - trombe
- Danilo Amerio, Bayeté, Ricky Belloni, Emanuela Cortesi, Moreno Ferrara, Paola Folli, Lalla Francia, Jabu Khanyle, Monica Magnani, Woza Africa - cori